# Foveostroma drupacearum
Foveostroma drupacearum är en svampart som först beskrevs av Joseph-Henri Léveillé, och fick sitt nu gällande namn av DiCosmo 1978. Foveostroma drupacearum ingår i släktet Foveostroma, divisionen sporsäcksvampar och riket svampar.   Inga underarter finns listade i Catalogue of Life.